# Bataille de Tippecanoe
Guerre de Tecumseh
La bataille de Tippecanoe (prononcé /ˌtɪpikəˈnuː/) eut lieu le 7 novembre 1811, entre une force américaine menée par William Henry Harrison, gouverneur du Territoire de l'Indiana, et des guerriers amérindiens associés au chef shawnee Tecumseh. Tecumseh et son frère Tenskwatawa (communément appelé « Le Prophète ») sont les meneurs d'une confédération d'Amérindiens venant de diverses tribus qui s'oppose à l'expansion américaine sur le territoire amérindien. Comme les tensions et la violence s'accroissent, le gouverneur Harrison emmène une armée d'environ 1 000 hommes disperser le siège de la confédération à Prophetstown, près de la confluence des rivières Tippecanoe et Wabash.
Tecumseh, pas encore prêt à s'opposer aux États-Unis par la force, est parti recruter des alliés lorsque l'armée de Harrison arrive. Tenskwatawa, un chef spirituel mais non un homme de guerre, est responsable de la confédération. Harrison établit son campement près de Prophetstown le 6 novembre et s'arrange pour rencontrer Tenskwatawa le lendemain. Tôt le lendemain matin, des guerriers venant de Prophetstown attaquent l'armée de Harrison. Bien que les attaquants, surpassés en nombre, aient pris l'armée de Harrison par surprise, Harrison et ses hommes ont tenu leurs positions pendant plus de deux heures. Les Amérindiens sont finalement repoussés lorsqu'ils viennent à manquer de munitions. Après la bataille, les Amérindiens abandonnent Prophetstown. Les hommes de Harrison mettent le feu au village et repartent d'où ils sont venus.
Harrison, ayant atteint son objectif qui était de détruire Prophetstown, proclame qu'il a obtenu une victoire décisive. Il acquiert le surnom de « Tippecanoe », qui fut popularisé dans la chanson Tippecanoe and Tyler Too (en) pendant l'élection de 1840, lorsque Harrison fut élu président des États-Unis. Certains contemporains de Harrison, tout comme d'autres historiens ultérieurs, émettent cependant des doutes quant au réel succès de l'expédition. Bien que la défaite ait été un revers pour la confédération de Tecumseh, les Amérindiens reconstruisent rapidement Prophetstown et la violence à la Frontière a en réalité augmenté après la bataille.
L'opinion publique aux États-Unis attribue la responsabilité de la montée de violence à l'ingérence britannique. Cette suspicion conduit à une dégradation des relations américaines avec la Grande-Bretagne et sert de catalyseur à la guerre anglo-américaine de 1812 qui débute six mois plus tard. Lorsque les États-Unis déclarent la guerre à la Grande-Bretagne, la confédération de Tecumseh est prête à lancer sa propre guerre contre les États-Unis et établit une alliance avec les Britanniques.

## Contexte
Pour un article plus général, voir Guerre de Tecumseh.

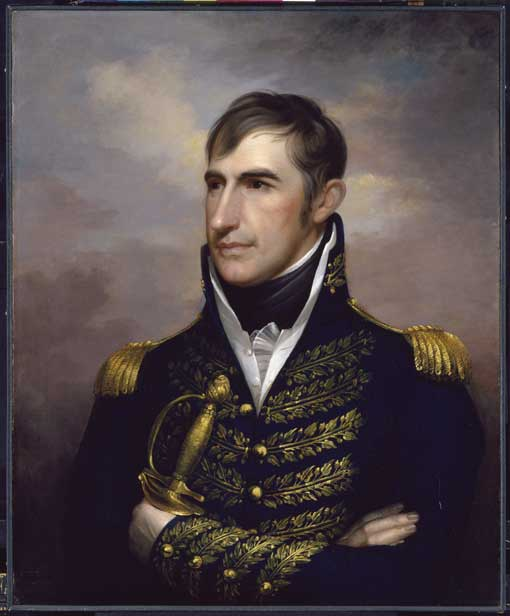
William Henry Harrison peint par Rembrandt Peale en 1814.

Après avoir été nommé en 1800 gouverneur du Territoire de l'Indiana nouvellement créé, William Henry Harrison cherche à obtenir des titres sur les terres amérindiennes pour permettre l'expansion américaine ; en particulier, il espère que le Territoire de l'Indiana pourra attirer suffisamment de colons pour pouvoir prétendre à la création d'un État. Harrison négocie de nombreux traités de cession de terres avec les Amérindiens, notamment le traité de Fort Wayne le 30 septembre 1809 dans lequel les Miamis, Potawatomis, Lenapes et autres chefs tribaux vendent 3 000 000 acres (environ 12 000 km2) aux États-Unis,.

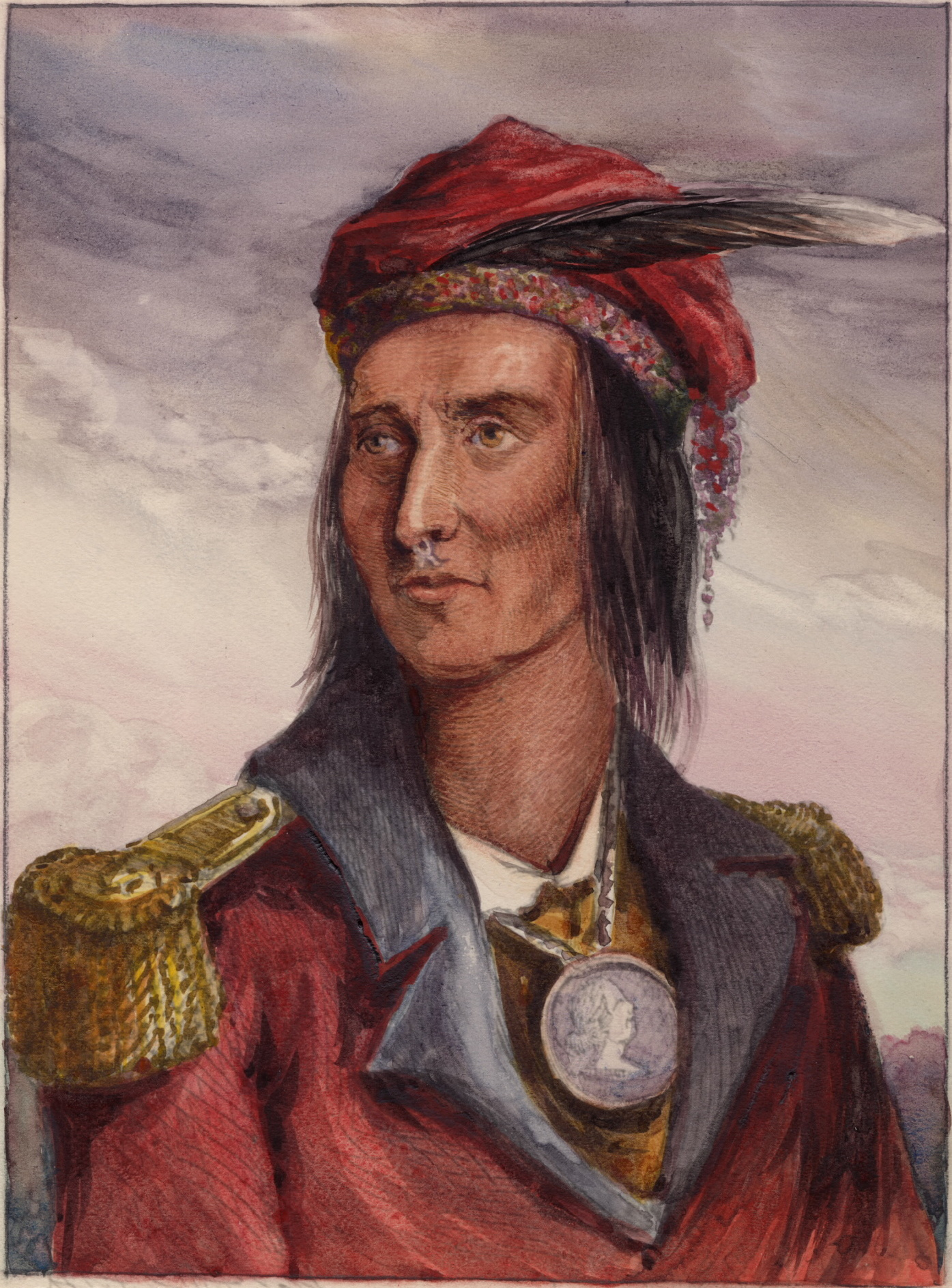
Tecumseh par Benson Lossing en 1848, basé sur un dessin de 1808.

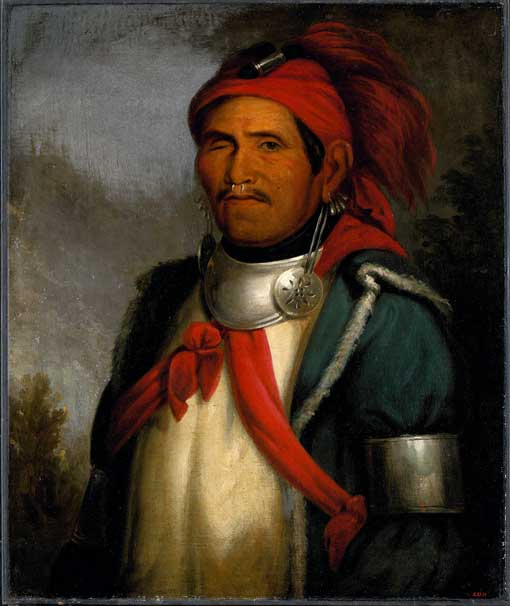
Tenskwatawa par Charles Bird King.

Tenskwatawa, connu comme « le Prophète », a conduit un mouvement religieux parmi les tribus du Nord-Ouest, appelant à un retour aux voies ancestrales. Son frère, Tecumseh, est outré par le traité de Fort Wayne et s'impose par la suite comme chef de file de premier plan. Tecumseh ravive une idée avancée au cours des années précédentes par le chef shawnee Blue Jacket et le chef mohawk Joseph Brant, qui affirme que les terres amérindiennes sont la propriété commune de toutes les tribus, et qu'elles ne peuvent être vendues sans l'accord de l'ensemble de ces tribus,. Pas encore prêt à affronter les États-Unis directement, les principaux adversaires de Tecumseh sont initialement les chefs amérindiens qui ont signé le traité. Il commence par les intimider et menace de tuer tous ceux qui se conformeront aux termes du traité. Tecumseh commence à beaucoup voyager, exhortant les guerriers à abandonner les chefs accommodants et de rejoindre la résistance à Prophetstown. Tecumseh soutient que le traité de Fort Wayne est illégitime. Au cours d'une rencontre avec Harrison en 1810, il exige que Harrison annule le traité et prévient que les colons ne doivent pas tenter de s'installer sur les terres vendues dans le traité. Harrison rejette son exigence et maintient que les tribus peuvent entretenir des relations individuelles avec les États-Unis.
Au cours de l'entrevue, Tecumseh avertit Harrison qu'il irait chercher une alliance avec les Britanniques si les hostilités éclataient. Les tensions entre les États-Unis et la Grande-Bretagne ont été élevées depuis plusieurs mois en raison de l'ingérence britannique dans le commerce américain avec la France. Dès 1810, des agents britanniques ont cherché à obtenir une alliance avec les Amérindiens pour les assister dans la défense du Canada dans le cas où les hostilités éclateraient, mais les Amérindiens ont été réticents à accepter leur offre, craignant de n'avoir que peu de bénéfices à tirer d'un tel arrangement.
En août 1811, Tecumseh rencontre de nouveau Harrison à Vincennes, où Tecumseh assure à Harrison que ses frères shawnees entendaient rester en paix avec les États-Unis. Tecumseh voyage ensuite vers le sud pour une mission visant à recruter des alliés parmi les « Cinq tribus civilisées ». La plupart des nations du sud rejettent ses appels mais une faction de Creeks devenue connue sous le nom des Red Sticks répond à son appel aux armes, conduisant à la guerre Creek, que l'on inclut également dans la guerre de 1812,.

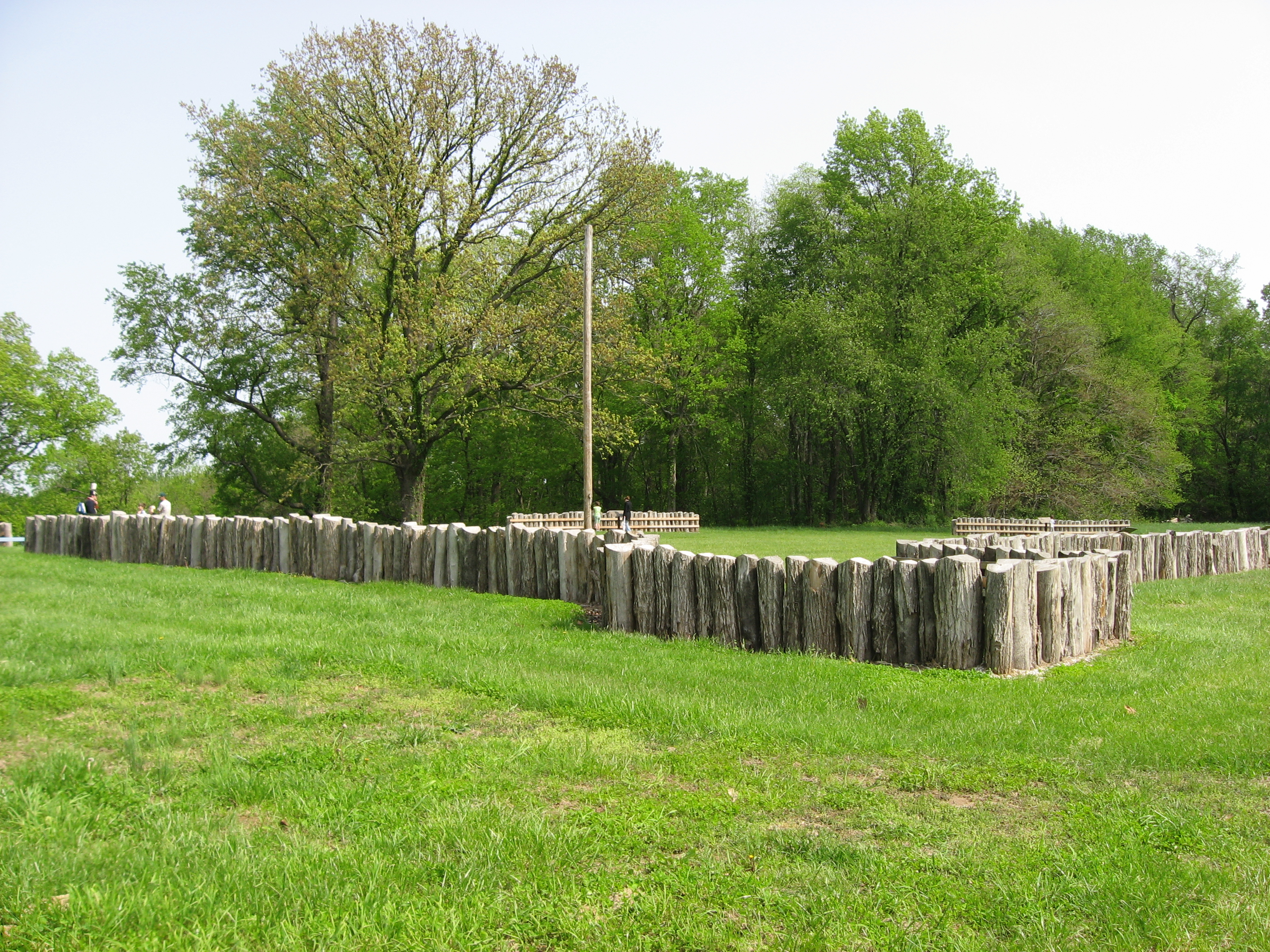
Site de Fort Knox, lieu de rendez-vous pour l'armée de Harrison.

Harrison quitte le Territoire pour mener des affaires dans le Kentucky peu après la rencontre avec Tecumseh, laissant le Secrétaire John Gibson (en) remplir le rôle de gouverneur par intérim. Gibson, qui a vécu parmi la tribu des Miamis pendant de nombreuses années, est rapidement mis au fait des planifications de Tecumseh pour la guerre et appelle immédiatement la milice du territoire et envoie des lettres d'urgence appelant au retour de Harrison. À la mi-septembre, la plupart des régiments de milice sont constitués. À ce moment-là, Harrison est rentré, escorté par une petite force de réguliers, et a pris le commandement de la milice. Harrison a déjà été en communication avec ses supérieurs à Washington et a été autorisé à se présenter à la confédération dans une démonstration de force, espérant qu'ils accepteraient un accord de paix,.
Harrison rassemble les compagnies de milice éparpillées à Fort Knox près d'un village sur Maria Creek, au nord de Vincennes,. À cet endroit, il est rejoint par une compagnie de soixante hommes appelés les Yellow Jackets (en), ainsi nommés pour leurs manteaux jaune vif, venant de Corydon dans l'Indiana, tout comme les Indiana Rangers (en). De là, l'ensemble de la force d'environ 1 000 hommes part vers le nord en direction de Prophetstown. La force comprend environ 250 réguliers du 4e régiment d'infanterie des États-Unis, 100 volontaires du Kentucky et près de 600 miliciens de l'Indiana dont deux compagnies d'Indiana Rangers. L'armée atteint le site de l'actuelle Terre Haute le 3 octobre où les hommes établissent leur campement et bâtissent fort Harrison tandis qu'ils attendent qu'un approvisionnement leur soit délivré. Un groupe d'éclaireurs composé de Yellow Jackets se fait embusquer par des Amérindiens le 10 octobre, causant plusieurs pertes et empêchant les hommes de poursuivre leur recherche de nourriture. Les vivres commencent à diminuer rapidement. Au 19 octobre, les rations sont coupées et restent ainsi jusqu'au 28 octobre, quand des réapprovisionnements arrivent de Vincennes via la rivière Wabash. L'armée ainsi réapprovisionnée, Harrison reprend sa progression vers Prophetstown le 29 octobre,.

## Bataille
Alors que les forces de Harrison approchent de Prophetstown au soir du 7 novembre, ils sont accueillis par l'un des partisans de Tenskwatawa brandissant un drapeau blanc. Il porte un message de Tenskwatawa, demandant une trêve jusqu'au lendemain où les deux parties pourraient tenir une rencontre pacifique. Harrison accepte une rencontre mais juge avec méfiance la proposition de Tenskwatawa, pensant que les négociations seraient vaines. Harrison déplace son armée sur une colline avoisinante, à proximité de la confluence de la Wabash et de la Tippecanoe. Là, il campe ses hommes en ordre de bataille et laisse des sentinelles en faction pendant la nuit.

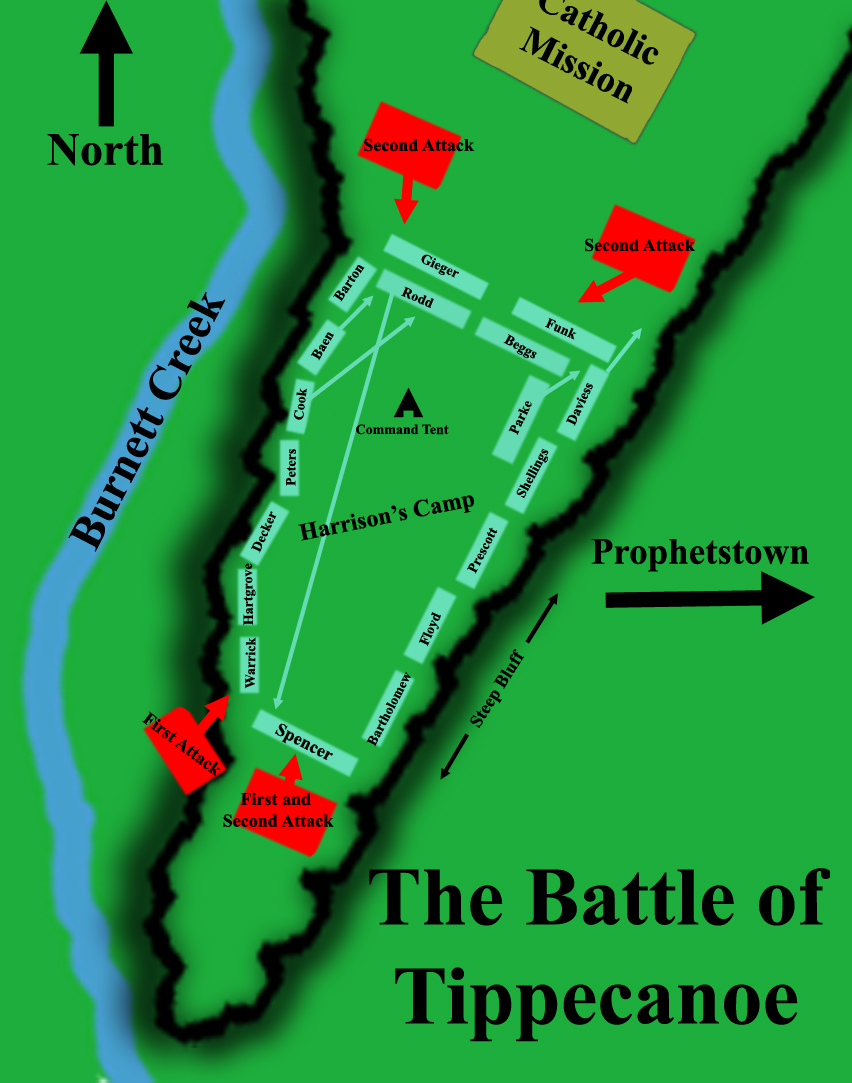
Carte montrant l'agencement du champ de bataille.

Sur le versant ouest de la colline sur laquelle il a établi son campement coule un ruisseau peu profond (Burnett Creek) et du côté est se trouve un talus très pentu. En raison de la nature de la position, Harrison n'ordonne la création d'aucun ouvrage temporaire autour de leur position, comme cela se fait d'ordinaire lorsque les armées établissent un campement. La compagnie de Yellow Jacket, commandée par le capitaine Spier Spencer (en), est postée à l'extrémité sud du périmètre du camp. Le reste de la milice forme une formation rectangulaire le long des bords de la falaise qui entoure le campement. Le colonel Davis Floyd (en) commande les unités de la milice gardant la falaise abrupte sur le côté est de la formation. Les réguliers, commandés par le major Rodd et les dragons, commandés par le major Joseph Daviess et le capitaine Benjamin Parke (en), ancien membre du Congrès, sont gardés en réserve derrière la ligne principale,.
En 1816, au cours d'une conversation avec Lewis Cass, gouverneur du Michigan, Tenskwatawa nia avoir ordonné à ses guerriers d'attaquer Harrison et blâme les Winnebagos de son camp pour avoir lancé l'attaque. D'autres récits pointent également les Winnebagos comme responsables pour avoir encouragé l'attaque et insinuent que Tenskwatawa était incapable de diriger ses partisans lorsque la panique s'est installée. Les partisans de Tenskwatawa sont inquiets de la proximité de l'armée et craignent une attaque imminente. Ils ont commencé à fortifier le village mais les défenses ne sont pas encore terminées. Au cours de la soirée, Tenskwatawa consulte les esprits et conclut qu'envoyer un groupe pour tuer Harrison dans sa tente est la meilleure façon d'éviter une bataille. Il assure à ses guerriers qu'il lancera des sorts qui leur éviteront d'être blessés et qui embrouilleront l'armée de Harrison de sorte qu'ils ne résisteront pas. Les guerriers se mettent alors en route et commencent à entourer l'armée de Harrison, cherchant un moyen de se faufiler à l'intérieur du camp. Ben, un conducteur de chariot afro-américain voyageant avec l'armée de Harrison, a déserté chez les Shawnees au cours de l'expédition. Il accepte de conduire un petit groupe de guerriers à travers les lignes jusqu'à la tente de Harrison. Au cours des dernières heures de la nuit, il est capturé par les sentinelles du campement, ramené dans le camp et attaché. Il sera plus tard reconnu coupable de trahison mais gracié par Harrison.
Même si les récits existants ne sont pas très clairs sur la façon dont a commencé la bataille, on sait que les sentinelles de Harrison ont rencontré des guerriers avant l'aube du 7 novembre. Vers 4 h 30, les soldats se réveillent au son de coups de feu épars et se découvrent presque encerclés par les forces de Tenskwatawa. Le premier contact a lieu à l'extrémité nord du périmètre mais la manœuvre se voulait probablement être une diversion. Peu après les premiers coups de feu, des combats violents éclatent à l'autre extrémité du périmètre, les guerriers chargeant la ligne de Harrison dans l'angle sud. L'attaque prend l'armée par surprise comme les guerriers poussent des cris de guerre et se ruent sur les défenseurs. Spencer est l'un des premiers à être tué, touché à chaque cuisse. Le gouverneur Harrison décrira plus tard sa mort dans une dépêche adressée à Washington disant, « […] Spencer était blessé à la tête. Il exhorta ses hommes de combattre vaillamment. Il fut touché aux deux cuisses et tomba ; tout en continuant à les encourager, il fut relevé, et reçut [une autre] balle à travers le corps qui mit une fin immédiate à son existence. »,
Les lieutenants Nuge et Klaus, les deux autres commandants des Yellow Jackets, sont également rapidement blessés et tués. Sans commandement, les Yellow Jackets commencent à revenir de la ligne principale, se repliant avec les sentinelles. Les guerriers suivent les unités qui se replient et pénètrent dans le camp. Les soldats se regroupent sous le commandement de l'enseigne John Tipton (en), futur sénateur, et avec l'aide de deux compagnies de réserve sous le commandement du capitaine Rodd, repoussent les guerriers et comblent la brèche dans la ligne,,.
La seconde charge des Amérindiens cible à la fois les extrémités nord et sud du campement, l'extrémité sud étant de nouveau la plus durement frappée. Plus de la moitié des pertes subies par Harrison l'ont été parmi les compagnies de l'extrémité sud, dont le capitaine Spencer et cinq autres hommes de sa compagnie, ainsi que sept autres hommes de la compagnie voisine. Avec les réguliers renforçant cette section critique de la ligne, et remis de leur surprise, les hommes parviennent à tenir leur position alors que l'attaque se poursuit. À l'extrémité nord du campement, le major Daviess conduit les dragons dans une contre-charge qui réalise une trouée dans les lignes amérindiennes avant d'être repoussée. La majeure partie de la compagnie de Daviess se replie sur la ligne principale de Harrison mais Daviess lui-même est tué. Durant les heures suivantes, les troupes de Harrison repoussent plusieurs charges supplémentaires. Lorsque les guerriers commencent à manquer de munitions et que le soleil se lève, révélant la taille réduite de l'armée de Tenskwatawa, les forces amérindiennes commencent lentement à se retirer,,. Une seconde charge des dragons force le reste des Amérindiens à fuir.
La bataille dura environ deux heures et Harrison perdit 62 hommes (37 morts au combat et 25 mortellement blessés) ; environ 126 furent moins gravement blessés,. Les Yellow Jackets ont subi les plus lourdes pertes avec 30 % de leur effectif tués ou blessés. Le nombre de pertes amérindiennes est toujours sujet à débats, mais il est certainement inférieur à celui des forces américaines. Les historiens estiment que jusqu'à 50 Amérindiens ont été tués et environ 70–80 furent blessés,,.
Les guerriers amérindiens se replient à Prophetstown où, d'après le récit de l'un des chefs, ils font face à Tenskwatawa et l'accusent de tromperie à cause des nombreux morts que ses sorts étaient censés empêcher. Il blâme son épouse pour avoir profané sa médecine magique et propose de lancer un nouveau sort et insiste pour que les guerriers lancent une seconde attaque mais ils refusent.
Craignant le retour imminent de Tecumseh avec des renforts, Harrison ordonne à ses hommes de fortifier le camp en travaillant pendant le reste de la journée. Alors que les sentinelles reviennent au campement, elles découvrent et scalpent les corps de 36 guerriers. Le lendemain, le 8 novembre, il envoie un petit groupe d'hommes inspecter le village et le trouvent abandonné à l'exception d'une femme âgée trop malade pour fuir ; le reste des Amérindiens vaincus a quitté le village pendant la nuit. Harrison ordonne à ses troupes d'épargner la femme, mais de brûler Prophetstown et de détruire les matériels de cuisine des Amérindiens, sans lesquels la confédération aurait du mal à survivre à l'hiver. Tout ce qui a de la valeur est confisqué, dont 5 000 boisseaux de céréales et de haricots. Certains soldats de Harrison déterrent les corps du cimetière de Prophetstown pour les scalper. Les troupes de Harrison enterrent leurs propres morts sur le site de leur camp. Ils allument de grands feux par-dessus le charnier dans une tentative de le dissimuler aux yeux des Amérindiens. Cependant, après que les troupes de Harrison ont quitté le secteur, les Amérindiens retournent au site où sont enterrés les soldats américains, déterrant de nombreux corps et les éparpillant en représailles.

## Conséquences

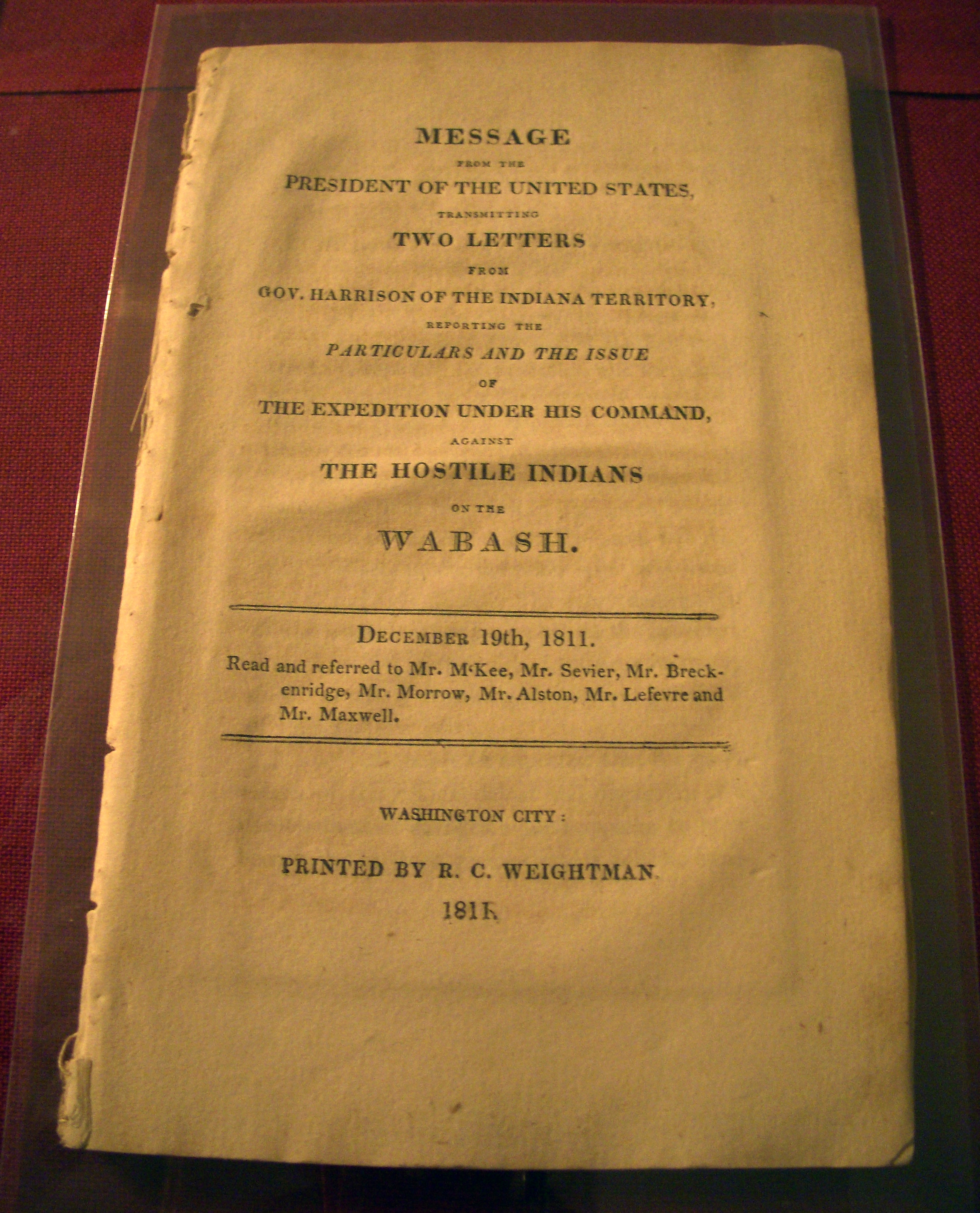
Document communiqué au public après la bataille présentant des informations sur les « Indiens hostiles » de la Wabash.

Le lendemain de la bataille, les blessés sont chargés sur des chariots et ramenés à Fort Harrison pour y recevoir des soins médicaux. La plus grande partie des miliciens sont libérés de leurs fonctions le 9 novembre et retournent chez eux, mais les réguliers restent dans le secteur un peu plus longtemps. Dans son premier compte rendu au Secrétaire William Eustis, Harrison l'informe d'une bataille ayant eu lieu à proximité de la rivière Tippecanoe, donnant à la bataille le nom de la rivière, et ajoute qu'il craint des représailles imminentes. La première dépêche n'indique pas clairement quelle partie a gagné la bataille, et le Secrétaire l'interprète comme étant une défaite. La dépêche suivante indique clairement la victoire des États-Unis, et la défaite de la confédération de Tecumseh devient plus claire lorsque aucune autre attaque ne se matérialise. Eustis répond avec une longue note, demandant à connaître les raisons pour lesquelles Harrison n'a pas pris les précautions adéquates en fortifiant son campement. Harrison répond qu'il considérait la position suffisamment solide pour ne pas nécessiter de fortification. Cette dispute fut le catalyseur d'un désaccord entre Harrison et le département de la Guerre qui le poussa à démissionner de l'armée en 1814.
Au début, les journaux apportent peu d'informations sur la bataille, se focalisant plutôt sur les faits marquants des guerres napoléoniennes en cours. Un journal de Louisville a même imprimé une copie de la dépêche originale et annonce que la bataille est une défaite pour les États-Unis. Cependant, au mois de décembre, la plupart des grands journaux des États-Unis commencent à rapporter des récits de la bataille. L'indignation du public croit rapidement et beaucoup de citoyens blâment les Britanniques pour avoir incité les tribus à la violence et leur avoir fourni des armes à feu. Andrew Jackson est à l'avant-garde de ceux appelant à la guerre, soutenant que Tecumseh et ses alliés étaient « agités par des agents secrets britanniques ». D'autres gouverneurs de l'ouest appellent à l'action, Willie Blount du Tennessee appelle le gouvernement à « purger les camps d'Indiens de tout Anglais qui s'y trouverait […] » Agissant sur le sentiment populaire, les « War hawk (en) » du Congrès font passer des résolutions condamnant les Britanniques pour leur ingérence dans les affaires intérieures des États-Unis. Tippecanoe a aggravé les tensions avec la Grande-Bretagne, culminant en une déclaration de guerre seulement quelques mois après.
Jusqu'à récemment, les historiens avaient accepté l'histoire selon laquelle Tecumseh était furieux contre Tenskwatawa pour avoir perdu la bataille, et que Tecumseh avait menacé de tuer son frère pour avoir permis à l'attaque d'avoir lieu. Selon cette histoire, le Prophète perdit de son prestige après la bataille et ne servit plus de chef de la confédération. Au cours de leurs rencontres ultérieures avec Harrison, plusieurs chefs amérindiens affirmèrent que l'influence du Prophète était détruite ; au dire de certains, il fut dit qu'il avait été persécuté. Les historiens Alfred Cave et Robert Owens ont affirmé que les Amérindiens essayaient probablement de tromper Harrison dans l'intention de calmer la situation et que Tenskwatawa continuait en réalité à jouer un rôle important au sein de la confédération,.
Harrison, ayant atteint son objectif qui était de disperser les Amérindiens de Prophetstown, proclame qu'il a obtenu une victoire décisive. Certains contemporains de Harrison cependant, tout comme certains historiens ultérieurs, ont émis des doutes quant à savoir si la bataille était un aussi grand succès que Harrison l'affirmait. « Dans aucun des comptes rendus de l'époque établis par des agents indiens, des marchands et des fonctionnaires sur les suites de Tippecanoe on ne peut trouver de confirmation de l'affirmation selon laquelle Harrison a obtenu une victoire décisive », écrit l'historien Alfred Cave. La défaite est un revers pour la confédération de Tecumseh mais les Amérindiens ont tôt fait de reconstruire Prophetstown et la violence à la Frontière a en réalité augmenté après la bataille. « En fait », écrit l'historien Adam Jortner, « l'attaque sur Prophetstown a rendu le mouvement de Tenskwatawa plus fort. »
Le 16 décembre 1811, le premier des séismes de New Madrid secoue le Sud et le Midwest. Beaucoup d'Amérindiens du nord-ouest prennent le tremblement de terre comme un signe que les prédictions apocalyptiques de Tenskwatawa sont en train de se réaliser, conduisant beaucoup d'entre eux à soutenir Tecumseh, dont beaucoup de ses précédents détracteurs. Les attaques contre des colons par les Amérindiens augmentent rapidement par la suite. De nombreux colons et des avant-postes isolés des Territoires de l'Indiana et de l'Illinois sont visés, conduisant à la mort de nombreux civils. Prophetstown est en partie reconstruit au cours de l'année suivante, bien qu'il ait été de nouveau détruit par une seconde campagne (en) en 1812. Tecumseh continue de jouer un rôle majeur dans des opérations militaires sur la Frontière, et lorsque les États-Unis déclarent la guerre à la Grande-Bretagne dans la guerre anglo-américaine de 1812, la confédération de Tecumseh est prête à lancer sa propre guerre contre les États-Unis, cette fois avec une alliance britannique. Les guerriers de Tecumseh constituent près de la moitié de l'armée britannique qui prit Détroit aux États-Unis dans la guerre de 1812. Ce n'est qu'à la mort de Tecumseh en 1813 au cours de la bataille de la rivière Thames en Ontario que sa confédération cesse de menacer les intérêts des États-Unis.
Lorsque William Henry Harrison est candidat à la Présidence des États-Unis pendant l'élection de 1840, il utilise le slogan « Tippecanoe and Tyler Too » pour rappeler au peuple son héroïsme au cours de la bataille.

## Mémorial

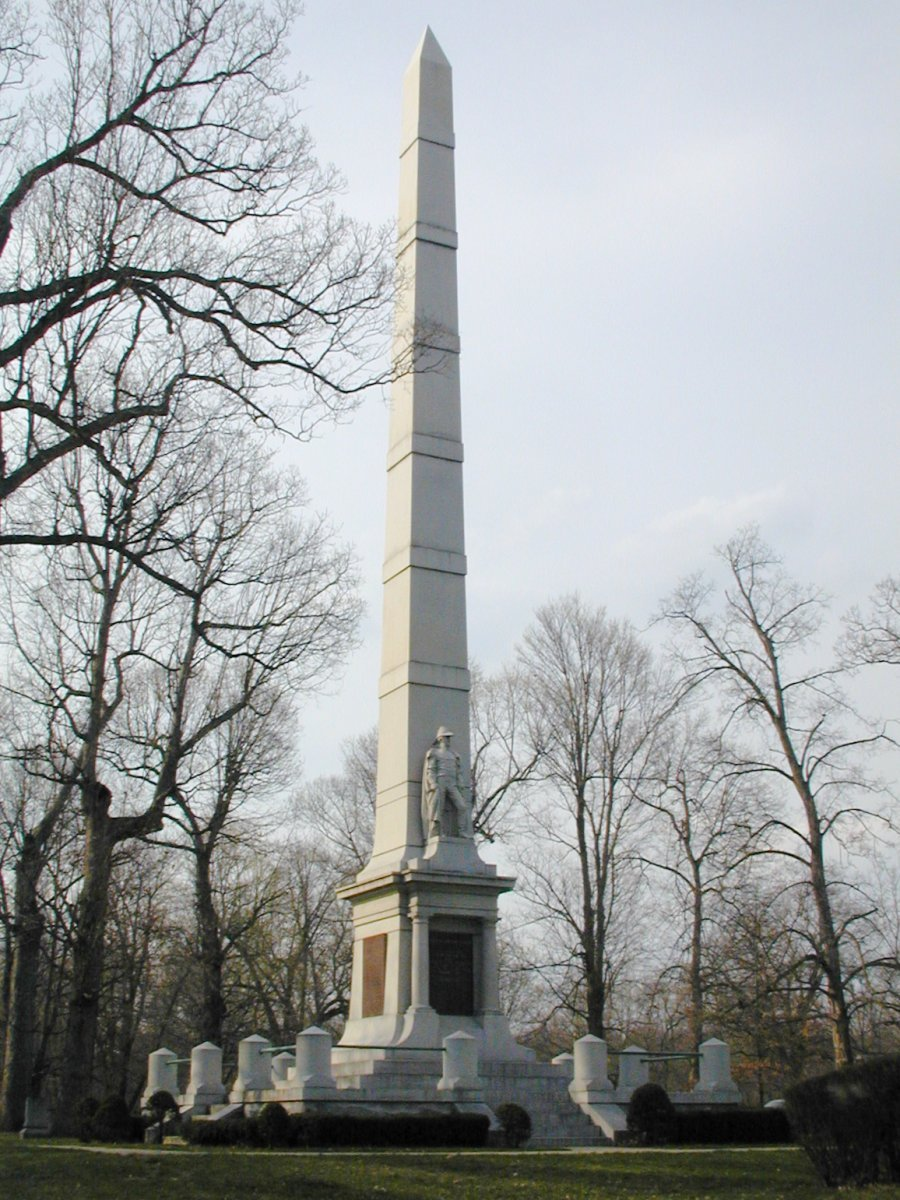
Monument à proximité du site de la bataille.

Les participants à la bataille reçoivent les Thanks of Congress. La résolution incluait au départ le nom de William Henry Harrison, mais son nom a été retiré de la résolution avant son adoption. Harrison considère cela comme une insulte, pensant que le Congrès insinue qu'il est la seule personne de la campagne indigne d'éloges et il exprime l'avis qu'il le tient en opprobre et lui manque de respect. Il fut plus tard récompensé des Thanks of Congress et d'une médaille d'or du Congrès en 1818 pour la victoire à la bataille de la rivière Thames.
William Henry Harrison retourne sur le champ de bataille en 1835 pour donner des discours pendant sa première campagne présidentielle. Une partie de son discours appelle à la création d'un mémorial pour préserver le site de la bataille. John Tipton fit plus tard l'acquisition du terrain pour le préserver. L'école de mission située sur la butte est acquise par les méthodistes pour servir de séminaire. Tipton lègue dans son testament le champ de bataille au séminaire et ils l'entretiennent pendant de nombreuses années et bâtissent un plus grand établissement sur les lieux en 1862. Harrison et la bataille sont commémorés par deux villes de l'Ohio nommées Tippecanoe (en) ; l'une changea son nom en Tipp City en 1938.
En 1908, l'Indiana General Assembly demande la création d'un obélisque haut de 25 m. Dans les années 1920, le site est devenu principalement un lieu de retraite pour les jeunes méthodistes. Le 9 octobre 1960, le champ de bataille de Tippecanoe (en) devient un National Historic Landmark. En 1961, une grande commémoration du 150e anniversaire de la bataille a lieu et à laquelle assistent une estimation de 10 000 personnes. Dans les années suivantes, le site de la bataille devient moins fréquenté et tombe en désuétude. Il fut repris en main par la Tippecanoe County Historical Association qui entretient désormais le champ de bataille et le bâtiment du séminaire qui abrite un musée sur la bataille. Un amphithéâtre a été ajouté au mémorial en 1986. En 1989–90, l'amphithéâtre fut utilisé pour des représentations du Battle of Tippecanoe Outdoor Drama (en).